# النيوت المضلع
النيوت المضلع هو نوع من عائلة السمندل من عائلة برمائيات السمندرية والتي تتواجد فقط في شمال شرق الجزائر.
البئية الطبيعية للسمندل نيوت المضلع هي الانهار والانهار المتقطعه بالإضافة الي المستنقعات ومستنقعات المياة المياه العذبة والمستنقعات المتقطعة للمياه العذبة والصهاريج والبرك . هم مهددين بفقدان الموائل .
يقتصر وجود نيوت P. poireti الحقيقي علي منطقة جبل ايدوغ شمال شرق الجزائر وفي السابق تم الخلط بينه وبين في نوميديا . في السابق، تم الخلط بين هذا النوع والنيوت الجزائري المدعم والذي يتميز بتوزيع اوسع. 